# Bonifác
Bonifác est prénom hongrois masculin.

## Équivalents
- Boniface